# Lion asiatique
Panthera leo persica
Sous-espèce
Répartition géographique
Statut de conservation UICN

END : En danger
Statut CITES
Le lion asiatique, lion d'Asie, lion persan (Panthera leo persica),, lion d'Arabie ou encore lion des Indes, est une sous-espèce de lions. Son habitat naturel s'étendait autrefois sur une large partie du sous-continent indien et il était possible de le trouver de la Syrie à l'Inde orientale, notamment jusqu'aux rives du golfe Persique en Mésopotamie et en Arabie. À cause de la chasse et de la destruction de son habitat, il avait pratiquement disparu du continent au XXe siècle.
Les derniers spécimens sauvages, près de 900 d'après le dernier recensement conduit en mai 2025, se trouvent en Inde, dans la péninsule de Kâthiâwar ou Saurashtra, principalement dans le massif forestier de la forêt de Gir. Un certain nombre de zoos abritent quelques individus.

## Description
Il existe peu de différences entre le lion d'Asie et le lion d'Afrique (Panthera leo leo). La crinière du lion d'Asie est moins touffue que celle de son homologue africain : il est fréquent que les oreilles soient dégagées plutôt qu'enfouies dans les poils. Un autre point de différenciation est une poche de peau (un gousset) qui s'étend sous le ventre jusqu'aux pattes arrière que le lion d'Afrique développe rarement,. Le lion d'Asie a généralement un pelage plus épais et une touffe de poils plus longue au bout de la queue.
Les crânes de lion d'Asie présentent également des foramens doubles.
Le lion d'Asie mâle mesure en moyenne 1,9 mètre de long pour 150-180 kg (120 à 160 kg pour une femelle) (tête et corps) pour une queue d'environ 80 centimètres.

## Comportement
Le lion d'Asie est un prédateur territorial vivant en petite troupe. Contrairement au lion d'Afrique, la troupe est peu nombreuse : deux à six mâles défendent un territoire occupé par plusieurs groupes de femelles. La superficie du territoire est de 100 à 200 km2 pour les mâles et de 50 à 100 km2 pour les femelles. Il n'y a association entre les mâles et les femelles que pendant les périodes d'accouplement ou lors de chasse au gros gibier. Les proies du lion d'Asie sont composées de cervidés comme le Sambar et le Chital et parfois de bétail. Une étude menée en 1993 a montré que le régime alimentaire des lions de Gir est composé de 43 % de Chitals (Axis axis), 14,8 % de Sambar (Cervus unicolor) et de plus de 35 % de bétail,. Les lions d'Asie ne sont pas considérés comme des mangeurs d'homme.

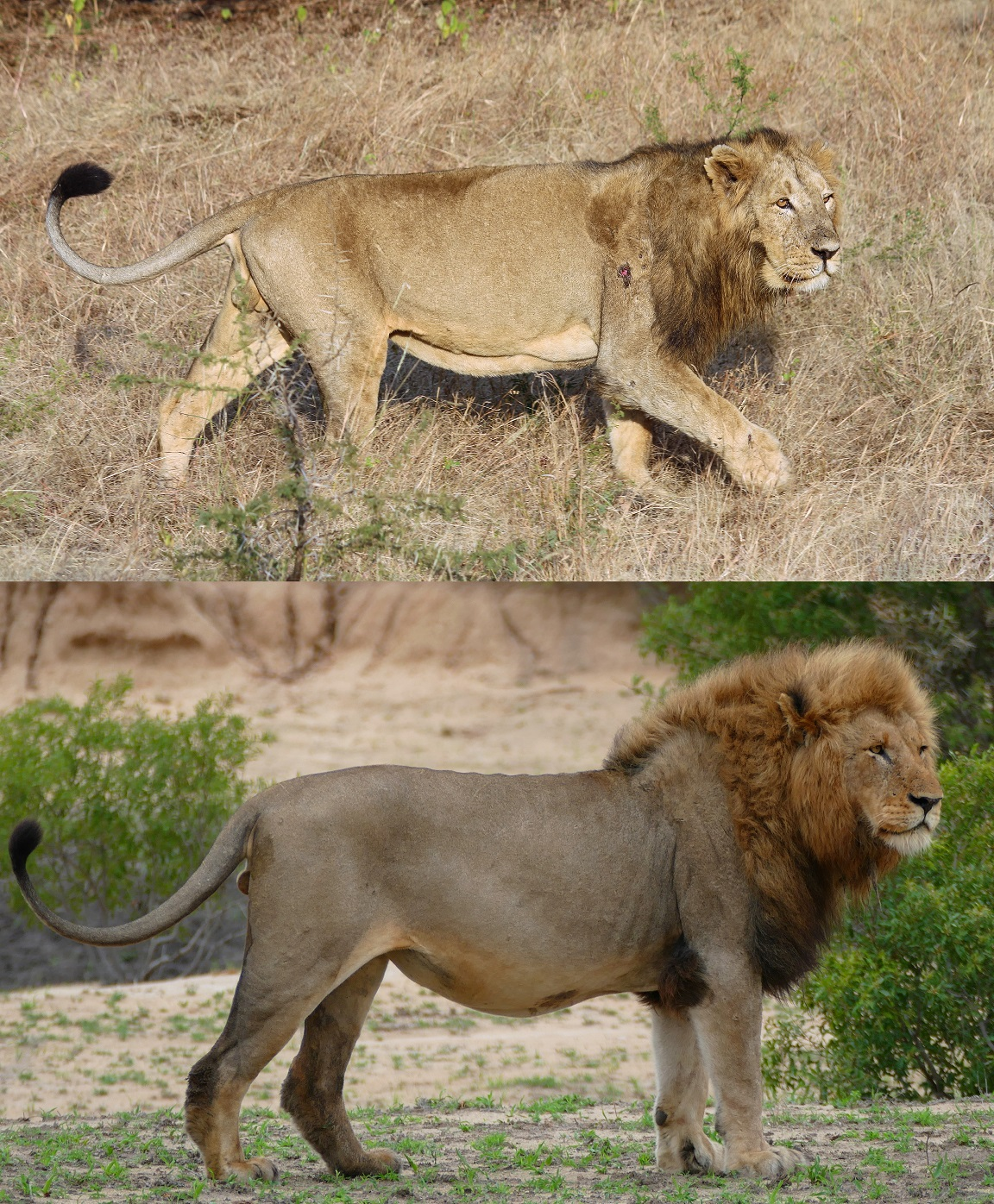
Différences entre les mâles lion d'Asie (en haut) et le lion d'Afrique (en bas)

On ignore si le comportement social modifié du lion d'Asie est une conséquence de leur faible effectif, du faible nombre de proies de grosse taille ou encore des pressions de chasse trop importantes. En effet, leur type d'habitat tendrait à une organisation sociale solitaire, proche de celle du tigre.

## Écologie et répartition

### Habitat
Les lions d'Asie vivaient dans un habitat similaire au lion d'Afrique, constitué de savanes et de forêts peu arborées. À la suite de la réduction radicale de leur territoire, les lions d'Asie ne se retrouvaient plus que dans la forêt de Gir en Inde, composée d'une part d'une forêt de tecks et dans les parties plus sèches d'acacias. Quelques cours d'eau et lac sillonnent le parc et se remplissent à la mousson.

### Répartition
Les lions d'Asie se retrouvent aujourd'hui exclusivement dans la péninsule de Kâthiâwar, dans l'État du Gujarat en Inde. Le parc national et sanctuaire faunique de Gir, situé dans la partie méridionale de la péninsule, constituait jusqu'à peu leur dernier territoire. Leur aire de répartition originelle s'étendait de la Grèce au Nord du Maghreb et couvrait le Moyen-Orient jusqu'à l'Inde. L'historien grec Hérodote (VII, 125-126) précise que les lions, en Europe, vivent exclusivement dans les montagnes du nord de la Grèce continentale. Il raconte, pour illustrer ce propos, qu'en 480 avant Jésus-Christ, lors des Guerres médiques, des dromadaires de la caravane de Xerxès sont attaqués par des lions en Macédoine, ces lions ne s'attaquant ni aux humains ni aux chevaux. Au fil du temps, les limites du territoire du lion d'Asie sont peu à peu repoussées : il s'éteint en Grèce dès le Ier siècle av. J.-C., en Palestine au XIIIe siècle, au Pakistan en 1842 et survit jusqu'au XXe siècle (1914 environ) en Irak et en Iran où il est aperçu en 1942. À la fin du XIXe siècle, seuls une centaine de lions sont décomptés dans la forêt de Gir, alors qu'en 1857 un officier britannique se vantait de tuer jusqu'à trois-cents lions dans la région de Delhi.
En 1974 on dénombrait 200 individus au sein de la réserve du Gir. Depuis quelques décennies, il existe une population importante résidant hors de Gir, désormais présente dans une grande partie de la péninsule du Kâthiâwar, ces lions forment aujourd'hui plus de 40 % des individus sauvages. Une population est en processus de colonisation de l'île de Diu, bordelière du Saurashtra, mais relevant administrativement du Territoire de l'Union de Dadra-et-Nagar-Haveli et Daman-et-Diu.
Récemment, un projet de relocalisation de quelques individus de Gir vers la réserve de Kuno-Palpur, dans l'État voisin du Madhya Pradesh, était en projet. Bien que toujours d'actualité, celui-ci n'a pas pu se concrétiser jusqu'à présent en raison de conflits d'intérêts et de lobbying en faveur de l'État du Goudjerate, où le lion est perçu comme une exclusivité territoriale source de mannes économiques et de fierté régionale voire ethnique (ગુજરાતની અસ્મિતા (gujarāt nī asmitā) ou ગુજરાતી અસ્મિતા (gujarātī asmitā); « Fierté du Goudjarat » ou « Fierté Goudjaratie »),,.

## Protection

### Menaces pesant sur la sous-espèce

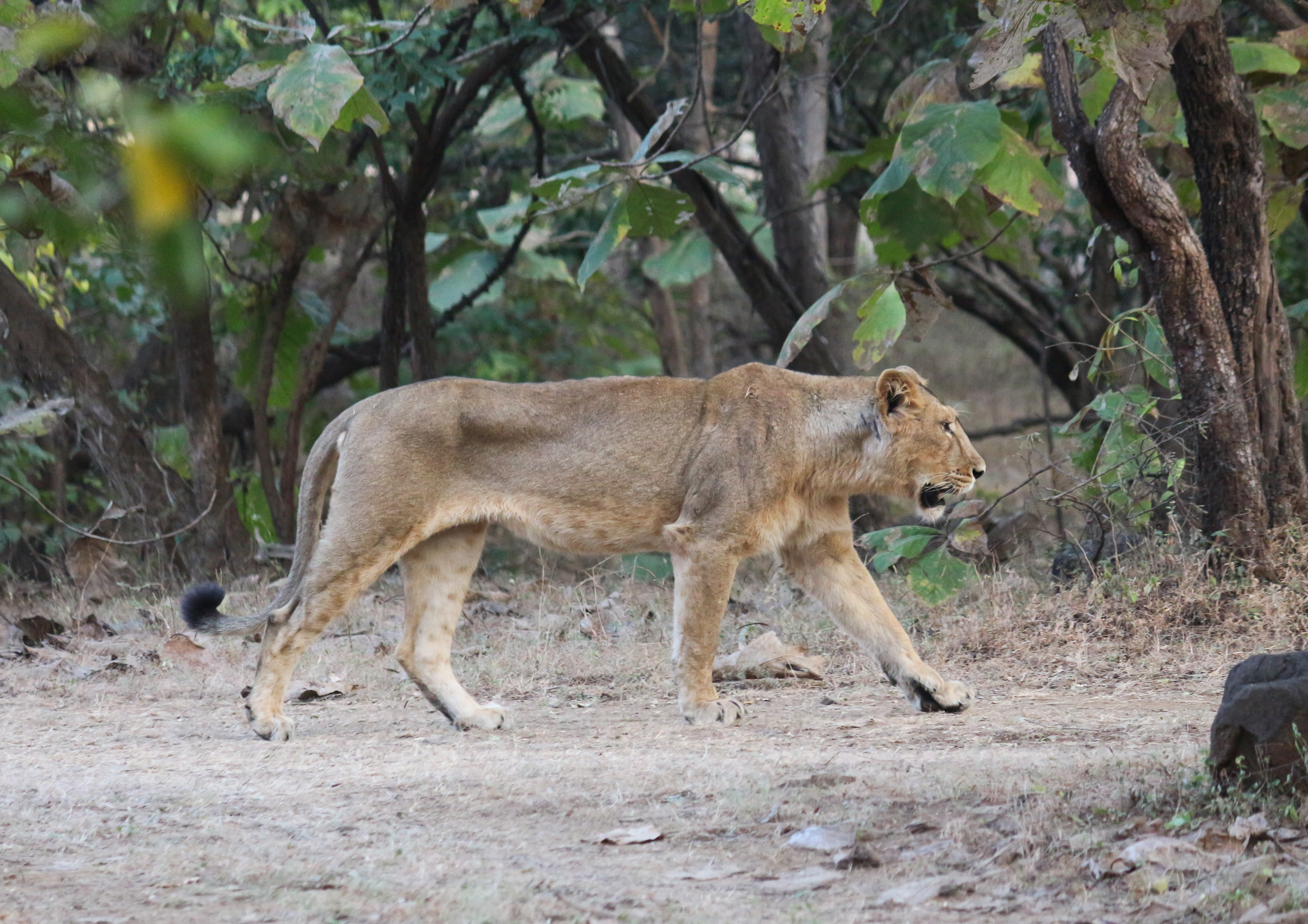
Lionne d'Asie dans le parc national de Gir en Inde.

Fiona et Mel Sunquist dans Wild Cat of the World considèrent les lions d'Asie comme un cas d'école des problèmes pouvant survenir concernant la conservation d'une population isolée de gros carnivores ; quatre menaces majeures atteignent le lion d'Asie : une aire de répartition réduite, des tensions avec l'élevage domestique chaque jour plus présent, des attaques de lions contre les hommes et un appauvrissement génétique.
Des observations de la physiologie de certains spécimens laissaient croire que la population restante était gravement affectée par la consanguinité, diminuant la capacité d’adaptation aux variations de l’environnement telles que les maladies ou même les feux de forêt. Une autre menace est une possible réduction radicale des proies du lion à la suite d'une sécheresse par exemple.
Une étude réalisée dans les années 1990 par le Centre de biologie cellulaire et moléculaire de Hyderabad ainsi que la Surveillance zoologique de Calcutta a effectivement démontré que le niveau de diversité génétique de l’espèce est très faible. Les recherches ont également démontré que la faible hétérozygotie est responsable d’une malformation des spermatozoïdes retrouvés chez 79 % des individus étudiés, engendrant l’infertilité chez plusieurs, mettant en péril la survie de l’espèce. Quelques individus ayant une plus grande variation génétique ont cependant été découvert à l’extérieur des grands groupes connus, donnant la chance d’augmenter la diversité génétique par le croisement et la conservation.
Le lion d'Asie est également menacé par l'intrusion de l'homme dans le parc national de la forêt de Gir : des bergers maldharis (en) introduisent leur troupeau dans le parc, accroissant le risque de prélèvement de leur bétail par les lions. Bien qu'indemnisés par l'état indien, les tensions sont fortes et certains éleveurs laissent du bétail empoisonné à destination des lions.
La forêt de Gir n'étant plus suffisamment grande pour accueillir une population aussi importante, énormément d'individus vivent le long de la côte, dans un environnement inapproprié pour eux. En effet, de plus en plus de lions sont repérés le long des plages sauvages, et de nombreux cas de noyade sont recensés.
Le 12 septembre 2018, cinq lions de la forêt de Gir sont morts de la maladie de Carré. Les analyses réalisées sur les corps ont montré que la maladie est une souche est-africaine ayant déjà décimé un tiers des populations de lions africaines. Des tirs de vaccins contre cette maladie sont la seule mesure de protection efficace.

### Mesures de protection

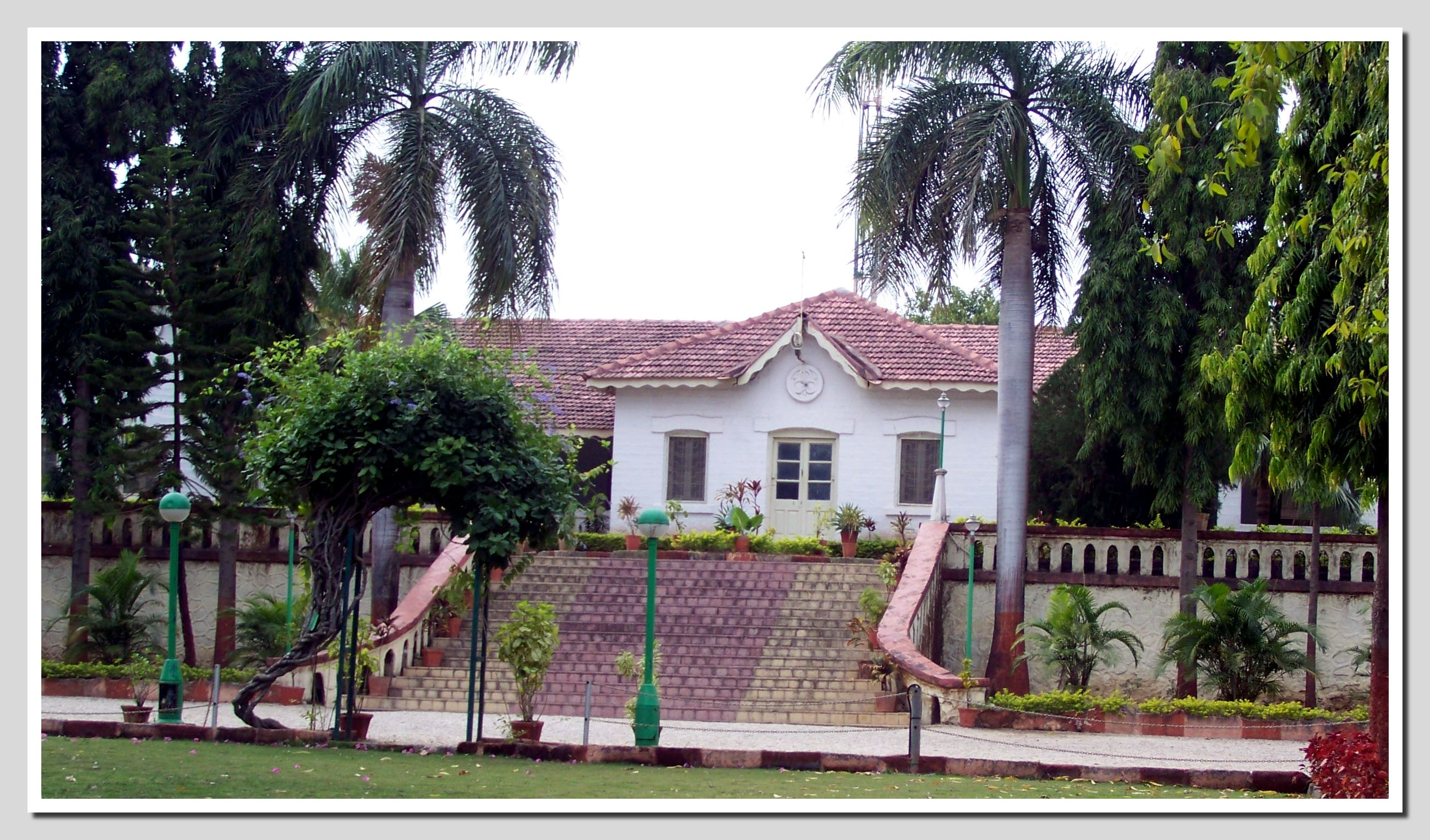
Le Shikargarh (Pavillon de chasse) de Sasan, ancienne propriété des Nabâbs de Junagadh. Ce sont eux qui mettent en place, à la fin du XIXe siècle, les premières mesures de conservation du lion d'Asie.

Cette espèce compte parmi les espèces de mammifères les plus menacées, aussi le gouvernement indien a-t-il mis en place un plan de réintroduction, dit « Asiatic Lion Reintroduction Project », visant notamment à éviter qu'un seul noyau de population soit condamné à l'érosion génétique dans une seule et même forêt.
Un premier programme d'élevage conservatoire intensif s'arrêta brusquement lorsque des recherches eurent montré que la majorité des spécimens utilisés lors de ce programme étaient hybridés de lion d'Afrique ; en effet, seuls quatre individus étaient de véritables lions d'Asie. L'élevage a repris en prenant garde à l'origine des lions utilisés.

#### Historique des actions de protection
La forêt de Gir est la réserve de chasse du Nawab de Junagadh. En 1913, le Nawab décide de protéger le lion d'Asie, dont les populations étaient tombées à une trentaine d'individus. En 1950, les populations de la forêt de Gir s'élèvent à 220 individus. En 1957, une réintroduction dans le sanctuaire de vie sauvage de Chandraprabha (en Uttar Pradesh) est tentée par le gouvernement indien : deux lionnes et un lion sont introduits, se multiplient jusqu'à onze individus puis disparaissent mystérieusement en 1965. En 1972, d'importants efforts sont menés par le Forest Departement pour réduire la quantité de bétail sur le parc et dans les années 1980, la population de lion d'Asie monte à 284 individus en 1990 puis à 304 individus en 1995. En 2020, la population des lions d’Asie a augmenté à 674 individus.